# Рилски манастир (природен парк)
„Рилски манастир“ е сред най-големите природни паркове в България с площ 25 253,2 хектара.
Паркът е на второ място по посещаемост сред природните паркове в страната след „Витоша“.
Намира се в община Рила и обхваща средно- и високопланинските части (750 – 2713 м надморска височина) на западния дял на Рила, включва гори, планински ливади и алпийски местности.
На територията на парка се намира резерватът Риломанастирска гора с площ 3665 хектара. Най-високата точка в природния парк е връх Рилец с височина 2713 метра. Включва ботанически и еко-пътеки.

## История
Създаден е през 1992 година като защитена територия в рамките на новооснования Национален парк „Рила“. През 2000 година е изваден от неговия състав, за да се даде възможност Рилският манастир да възстанови собствеността си върху част от своите недвижими имоти (земите в националните паркове са изключителна държавна собственост). Днес по-голямата част от територията на парка е собственост на манастира.

## Флора и фауна
Флора
Първото лесоустройство на горите датира от 1890 г., а първите залесявания започват през 1925 – 1935 г. Горите заемат 16370 хектара от площта на парка, от които 3665,7 в резервата „Риломанастирска гора“. Средната възраст на горите е 99 години с общ запас от 1 965 140 м³ и годишен прираст от 21 354 м³.
Най-разпространените растителни видове в парка са: бук – 21,6 %; клек – 17,4 %; смърч – 16,7 %; бял бор – 14,6 %.
Има и площи с ела, бяла мура, зимен дъб, бреза, както и в по-малка степен трепетлика, елша, явор, череша, офика, липа, бряст, ясен, леска, тис и др.
На територията на парка са установени 1400 вида висши растения, 38,88% от висшата флора в България. 80 вида растения са вписани в Червената книга на Република България.
Фауна
В парка са установени около 2600 вида безгръбначни животни и 202 вида гръбначни животни. Гръбначните животни в парка са:
- 122 вида птици (30,1 % от орнитофауната на България), например белоглав лешояд, картал, царски орел и малък орел;
- 52 вида бозайници, от които 15 вида прилепи (Chiroptera) – 50 % от видовете прилепи в България и 45 % от видовете в Европа;
- 12 вида влечуги;
- 11 вида земноводни;
- 5 вида риби.

32 вида от гръбначните животни са включени в Червената книга на Република България, сред които са алпийски тритон, жаба дървесница, смок мишкар, златка и скален орел. Гръбначните животни, защитени със Закона за опазване на биологичното разнообразие, са 139 вида.

## Забележителности
В парка се намира едноименният Рилски манастир, включен в Списъка на ЮНЕСКО на паметниците на културата от световно значение през 1983 г.

## Посетители
През 2008 г. паркът е посетен от 1 002 204 посетители. Сред най-посещаваните маршрути в парка са:
- Рилски манастир – Кирилова поляна – Сухото езеро – Кобилино бранище;
- Рилски манастир – Рибни езера – Смрадливо езеро;
- Рилски манастир – Мальовица;
- Рилски манастир – Седемте Рилски езера;
- Международен туристически маршрут Е4: Пиренеи – Алпи – Олимп.